# From Yesterday
«From Yesterday» —en español: «De ayer»— es el tercer sencillo lanzado por la banda estadounidense 30 Seconds to Mars de su segundo álbum de estudio, A Beautiful Lie.

## Conteos
«From Yesterday» pasó a ser el número uno en Modern Rock Tracks de Billboard, haciéndolo el primer sencillo de 30 Seconds to Mars #1 en cualquier conteo de Billboard. El éxito de "From Yesterday" incluso superó al de «The Kill».

## Video musical
Jared Leto dijo que el video de "From Yesterday" fue dirigido por Bartolomew Cubbins, poco tiempo después se descubrió que era un seudónimo que él ocupaba para dirigir sus videos, este nombre nació gracias al personaje protagónico del libro de Dr. Seuss, The 500 Hats of Bartholomew Cubbins, en español "Los 500 sombreros de Bartholomew Cubbins". Es el primer vídeo de música de una banda de rock estadounidense completamente filmado en la Ciudad Prohibida en la República Popular China.
Se filmó con la participación de mil soldados sosteniendo banderas al inicio del vídeo. Comienza con un niño pequeño, presumiblemente el emperador, donde se le pregunta qué es lo que desea para su día de cumpleaños. Él simplemente responde "The Sound of Tomorrow" ("El sonido del mañana"). La acción se traslada hacia una habitación en donde los miembros de la banda realizan acciones. Una mujer entra, y les avisa, que ya es el momento. Los guía hacia la entrada del salón, y desaparece. Los miembros de la banda caminan hacia el final de salón, donde intentan abrir la puerta, mas no pueden. Las luces comienzan a pestañear y luego se van.
En otra escena, la banda camina a través de puertas enormes, y luego por entre los soldados. Mientras caminan, Jared puede ver a una mujer con máscara blanca caminando junto a ellos, por fuera de la multitud de soldados, los cuales no pueden verla.
Son guiados hacia el salón donde se encuentra el emperador, donde les entregan unos pergaminos. Jared le pregunta a Shannon Leto, su hermano: "Is this a gift?" ("¿Esto es un regalo?")
Cada uno es conducido a un lugar diferente del reino, donde encuentran muchas de las tradiciones chinas. Matt Wachter encuentra a un hombre golpeándose a sí mismo con un látigo; Tomo Milicevic encuentra a una mujer muerta recostada en una cama, donde procede a poner en su boca una pequeña bola negra; Shannon ve a un hombre adulto siendo amamantado por su madre o esposa; y Jared accidentalmente camina hacia un grupo de hombres que están sacrificando a tres mujeres jóvenes.
Luego, se muestra a la banda vistiéndose con la armadura tradicional china. Más tarde se encuentran para un duelo contra cuatro hombres vestidos todos iguales. 
En la siguiente escena, 30 Seconds to Mars es mostrado tocando su música en un jardín, con fuegos de artificio de fondo.
Al final del video, los miembros de la banda pelean con los otros sujetos. Solo cuatro sobreviven, y se encuentran a punto de degollarse, pero temiendo dañar a uno de los suyos se retiran las máscaras y notan que los cuatro miembros de la banda están vivos. Lentamente, con las primeras notas de la canción "A Beautiful Lie" de fondo.

## Lista de canciones
1. «From Yesterday» (Radio Edit) - 3:52
2. «The Story» (Live @ AOL Sessions Under Cover) - 3:59